# جوزيف ألن
جوزيف ألن (بالإنجليزية: Joseph P. Allen)‏ (و. 1937 – م) هو رائد فضاء، وفيزيائي من الولايات المتحدة الأمريكية . ولد في كروفوردسفيل .

## بداية حياته وتعليمه
وُلد ألن في كروفوردسفيل، إنديانا، في 27 يونيو 1937. أقام والداه، السيد والسيدة جوزيف بي. ألين الثالث، في فرانكفورت، إنديانا. التحق بمدرسة ميلز، وتخرج من مدرسة كروفوردسفيل الثانوية في إنديانا عام 1955؛ حصل على درجة البكالوريوس في الرياضيات والفيزياء من جامعة ديباو عام 1959، حيث كان عضوًا في فرع دلتا في أخوية بيتا ثيتا باي، ثم حاز على درجتي الماجستير في العلوم والدكتوراه في الفيزياء من جامعة ييل في عامي 1961 و1961 على التوالي.
كان ألن باحثًا مساعدًا في مختبر الفيزياء النووية في جامعة واشنطن قبل اختياره كرائد فضاء. عمل فيزيائيًا في مختبر البنية النووية في جامعة ييل في عامي 1965 و1966، وخلال الفترة بين 1963 و1967، عمل كباحث زائر في مختبر بروكهافن الوطني.

## عمله مع ناسا
اختير ألن ليصبح رائد فضاء عالم من قبل وكالة ناسا في أغسطس 1967 كعضو في المجموعة الثانية من رواد الفضاء العلماء. أكمل تدريب الطيران في قاعدة فانس الجوية، أوكلاهوما. عمل كعالم بينما كان عضوًا في طاقم دعم مهمة أبولو 15 وعمل كمستشار للعلوم والتكنولوجيا في مجلس الرئيس للسياسة الاقتصادية الدولية.
من أغسطس 1975 إلى 1978، عمل ألن كمساعد لمدير ناسا للشؤون التشريعية في العاصمة واشنطن، وعاد إلى مركز جونسون للفضاء في عام 1978، كرائد فضاء عالم رئيسي، عُين ألين في مجموعة تطوير مهام العمليات. عمل كعضو في طاقم الدعم في أول اختبار طيران مداري لمكوك الفضاء (كولومبيا) في أبريل 1981 وكان المتحدث مع المركبة الفضائية خلال مرحلة إعادة الدخول. بالإضافة إلى ذلك، عمل في عامي 1980 و1981 كمساعد تقني لمدير عمليات الطيران.

## خبرته في الفضاء
خدم ألن كمتخصص في مهمة إس تي إس 5، أول رحلة تشغيلية بالكامل لبرنامج مكوك الفضاء، التي انطلقت من مركز كنيدي للفضاء، فلوريدا، في 11 نوفمبر 1982. ورافقه فانس دي براند (قائد المركبة الفضائية)، وكول روبرت إف. أوفيرمير (الطيار)، والدكتور ويليام بي. لينوار (اختصاصي المهمة). استعرضت إس تي إس 5، وهي المهمة الأولى التي ضمت طاقمًا مكونًا من أربعة رواد فضاء، مكوك الفضاء في وضع التشغيل الكامل من خلال النجاح بنشر قمرين صناعيين تجاريين من حاضنة الحمولات الخاصة بالمكوك. كانت المهمة أول مهمةٍ تستخدم وحدة مساعدة الحمولة (بّي إيه إم دي)، ونظام فصلها الجديد. أُجريت العديد من اختبارات الطيران خلال المهمة لتوثيق أداء المكوك أثناء مرحلة الإطلاق والتعزيز والمدار والدخول في الغلاف الجوي. كانت رحلة إس تي إس 5 آخر مهمة تحمل مجموعة أجهزة تطوير الطيران (دي إف إس) لدعم اختبار الطيران في المهمة. شملت المهمة ثلاثة مشاريع طلابية ضمن مشروع غيتاواي سبيشالز، وتجارب طبية. أُجِلت عملية السير في الفضاء المُخطط للقيام بها من قبل آلين ولينور، التي كانت أول عملية سير في الفضاء مكوكية مُخطط لها، بعد يوم واحد من مرض لينور، ثم أُلغيت بعدما حدثت مشاكل في البذلتان الفضائيتان. اختتم طاقم إس تي إس 5 بنجاح الرحلة المدارية لمكوك كولومبيا التي استغرقت 5 أيام مع أول دخول مكوكي في الغلاف الجوي ليهبط المكوك بعد ذلك على المدرج بنجاح مستخدمًا الكبح الهوائي الأقصى. أكملت المهمة 81 دورةً حول الأرض خلال 122 ساعة قبل الهبوط على مدرج خرساني في قاعدة إدواردز الجوية، كاليفورنيا، في 16 نوفمبر 1982.

## ريادة الفضاء
شارك في المهمات الفضائية:
- STS-5
- STS-51-A.

## التعليم
تعلم في جامعة ييل، وDePauw University